# بولشویه شکلو
بولشویه شکلو (روسی: Большое Шкло) یک دریاچه در سرزمین آلتای کشور روسیه است.